# のだめカンタービレ
『のだめカンタービレ』 (Nodame Cantabile) は、二ノ宮知子による日本の漫画作品。またはそれを原作としたテレビドラマ・テレビアニメ・実写映画などの作品。女性漫画誌『Kiss』（講談社）にて2001年から2010年まで連載された。クラシック音楽をテーマとしている。略称は「のだめ」。

## 作品概要
『Kiss』2001年14号から連載を開始。作者の妊娠・出産に伴い、2008年5月10日発売の同年10号から8月9日発売の16号まで月1回の連載となった後に休載。2009年3月10日発売の6号から連載を再開し、同年20号を以って終了した。また、番外編の連載が2009年第24号より開始され、2010年17号を以って終了した。2004年、第28回講談社漫画賞少女部門受賞。2023年3月時点でコミックスのシリーズ累計発行部数は3900万部を記録している。
音楽をテーマにした作品という構想は、『GREEN〜農家のヨメになりたい〜』の連載を終えていた二ノ宮自身から出された二つの案の一つだった。主人公である「のだめ」に実在のモデルがいることは有名だが、彼女が「ゴミ屋敷のなかでピアノを弾いている写真」の鮮烈なイメージがきっかけだったという。タイトルのカンタービレは、イタリア語を由来とする、「歌うように・表情豊かに」という意味の発想記号である。連載開始前の二ノ宮は楽譜が読めないどころかクラシックの知識がまったくなく、周囲の人間から基礎を教わりながら漫画を描いていたが、人気作となり連載が長期化するとプロの奏者や音大教授に専門知識を取材するようになった。楽器についての資料も大量に集めたが、二ノ宮は演奏のシーンに「自分のイメージをつけない」ようにすることにこだわっていたという。フランス留学編をはじめとして、プロットは結末近くまであらかじめ構想立てられていた。
2015年6月18日、作者のTwitter上にて最終回から約1年後が描かれた2ページの番外編が公開された。
2016年2月25日発売の『Kiss』4月号に、30代になったのだめと千秋が登場する読切り作品が掲載された。
2021年には連載開始20周年を記念して単行本の新装版が刊行されている。
2022年6月24日発売の『Kiss』8月号と7月25日発売の9月号にて、その後ののだめと千秋が描かれた「のだめカンタービレ その後」を前後編で掲載。2022年10月からは東京ソラマチ5階スペース634とあべのハルカス近鉄本店ウイング館9階催会場で連載開始20周年を記念した展覧会を開催。

### 他メディア化
フジテレビでドラマ化が決定し、2006年10月から12月まで放送（全11話）され、2008年1月4日・5日の2夜連続で続編のスペシャルドラマも放送された。また、フジテレビのノイタミナ枠でアニメ化され、第1期が2007年1月11日から6月28日まで（全23話）、第2期『巴里編』が2008年10月9日から12月18日まで（全11話）、第3期『フィナーレ』が2010年1月14日から3月25日まで（全11話）、それぞれ放送された。更に2009年12月と2010年4月には、ドラマ版の続きとして完結編にあたる映画が、前・後編の2作連続で公開された。
また、高里椎奈がドラマ版のストーリーを基に小説化し、2006年12月25日に発売された。ゲーム化もされている。
韓国のテレビ局であるKBS 2TVがドラマ化し、2014年10月13日から12月2日まで放送（全16話）された。
2023年秋にはシアタークリエで初のミュージカル作品が上演予定となっている。

## あらすじ
ピアノ科に在籍しながらも指揮者を目指すエリート音大学生・千秋真一は、胴体着陸の恐怖体験による重度の飛行機恐怖症に加えて海で溺れたことのトラウマのため船にも乗れないことから、クラシック音楽の本場であるヨーロッパに行くことが出来ず、将来に行き詰まりを感じて思い悩む日々を送っていた。担任の教授の教育方針に反発し、口論の末に決別。別れた彼女にもつれなくされて自暴自棄になっていた。
ある日、千秋は酔っ払って自宅の前で眠ってしまう。目が覚めると周囲にはゴミの山と悪臭、そして美しいピアノソナタを奏でる女性がいた。彼女の名前は野田恵（通称・のだめ）で、なんと千秋と同じマンションの隣の部屋に住み、同じ音大のピアノ科に在籍していたのだった。入浴は1日おき、シャンプーは3日おきというのだめだったものの、千秋はのだめの中に秘められた天賦の才を敏感に感じ取る。そしてのだめもまた、千秋の外見と音楽の才能に憧れて彼に纏わり付くようになる。この出会い以来、千秋はのだめの才能を引き出すべく、何だかんだと彼女に関わるようになる。
将来に行き詰まりを感じていたため無愛想だったが、本来は面倒見が良い性格の千秋は、のだめとの出会いを機に彼女の存在が潤滑油となり、音大の変人たちに出会い、懐かれ、順調に道を踏み外しながらも音楽の楽しさを思い出し、新しい音楽の世界と指揮者への道を一歩一歩切り拓き始める。また、千秋の存在によりのだめもより高い技術を得るための指導者や、環境に出会う機会を得て、それぞれが成長していく。

## 楽団一覧
Sオケ（エスオケ）
フランツ・シュトレーゼマン（ミルヒー）により1年間結成されたオーケストラ。正式名称は「シュトレーゼマン特別編成オーケストラ」。本来シュトレーゼマンはAオケ（桃ヶ丘音楽大学正規のオーケストラ）と指揮科を指導することになっていたが、シュトレーゼマンの希望により「遊びのオケ」として作られた。コンサートマスターは峰龍太郎。
シュトレーゼマン自身が学内を歩き回って見つけてきた、選りすぐりの変な学生たちによって構成されている。コンバス隊など、Aオケと掛け持ちのメンバーがいるパートもあるが、実態は桃ヶ丘音楽大学の落ちこぼればかりが集まったオーケストラ、とも称される。ところが、シュトレーゼマンは千秋をこのオケの副指揮者に任命して、練習を彼に押し付けてキャバクラに遊びに行ってしまう。更に、とある出来事がきっかけで千秋はこのオケの正指揮者に昇格。その後、千秋による厳しい練習を積み重ねていくうちに、メンバー全員がSオケを通じて落ちこぼれではなくなっていく。のだめは、オーケストラにピアノはないため、マスコットガールとして選ばれた。千秋らの卒業と同時にSオケは解散。その後、一部のメンバーが後述の「R☆Sオーケストラ」に加入し、新たな演奏活動を続けている。
R☆Sオーケストラ（ライジングスターオーケストラ）
発起人の三木清良と、それに賛同した千秋の2人が、かつてニナ・ルッツ音楽祭で編成されたオーケストラの主要メンバーを中心に、新設したアマチュアオーケストラ。千秋が初代指揮者、清良が初代コンマスをそれぞれ務める。2代目指揮者はR管やMフィルの指揮者だった松田幸久。広告費などを含め「裏軒」プロデュースで、命名も峰親子による。デビュー公演では素晴らしい演奏を披露、大好評の内に幕を閉じる。「進化変幻」と題した公演では、演奏や出演者は更に進化した。この公演終了後、千秋や清良ら海外組はこのオケに別れを告げた。その後、峰龍太郎が継続が危ぶまれるR☆Sオーケストラを永遠に続けるものにすべく奔走している。
ルー・マルレ・オーケストラ
1875年、ルー・マルレによってパリに設立された非常勤のオーケストラ。若き日のシュトレーゼマンやカイ・ドゥーンが在籍していた。現在の音楽監督は東京都交響楽団常任指揮者のジェームズ・デプリースト。デプリーストの推薦により千秋が常任指揮者に就任する。楽団内の不和により多くの主要メンバーが退団、新メンバーの募集を行い再生を図っている。
デシャン管弦楽団（デシャンオーケストラ）
パリの私立オーケストラ。千秋曰く「真面目でいいオケ」。新しい常任指揮者の候補として、千秋、ジャンをたて続けに客演で振らせ、結果ジャンが新しい常任指揮者に就任することになった。オリバーによれば、それまでオカタい真面目な指揮者が常任だったため、現代的で華やかなジャンが選ばれたらしい。
ルセール管弦楽団（ルセールオーケストラ）
ルー・マルレ、デシャンと並ぶ、パリのオーケストラ。通称「R管」。松田幸久が首席客演指揮者を務める。
ウィルトール交響楽団（ウィルトールオーケストラ）
フランスのオーケストラ。マルレ・オケより格上。千秋はプラティニ国際指揮者コンクールとパリのデビュー公演で振っている。孫Ruiと千秋が共演した。フランスのオケだが、ドイツ式ファゴットが使われている。

## 小道具
プリごろ太
作中に登場する幼児向けアニメで、日本国外でも放映されるほどの人気がある。ハラヒロシ作。「プリごろ太」の大ファンであるのだめは、セリフを丸暗記しており、この作品のフランス語吹き替え版『Prilin et Gorota PRIGOROTA』を見て、フランス語を習得した。ドラマ版、アニメ版の劇中劇として実際にアニメが制作され、完全版がアニメ版DVDの特典となった。
もじゃもじゃ組曲（La suite mojamoja）
のだめ作曲、谷岡肇・江藤耕造編曲の全12曲からなる組曲。第1曲は「もじゃもじゃの森」で第12曲は「幸せ色の虹」。
マングース
のだめお手製の着ぐるみ。手にはハブを持っている。長い時間をかけて一生懸命作ったが、ボロでオケのみんなからは不評だった。文化祭でお披露目。その後もモノローグ内の、のだめの心象風景として背景によく登場している。
2006年9月にバンダイから実際に発売された「マングースぬいぐるみ」は予約件数1万個を確保するヒット商品になった。その他、漫画「のだめカンタービレ」第15巻の限定版にもマングースぬいぐるみが付属された。
みそ字
のだめが作って、千秋のパソコンに勝手にインストールしていた、パソコン用フォント。ぱっと見では、ミミズののたくったような下手くそな文字だが、英語はかろうじて読める、独特な雰囲気を持ったフォントである。のだめの弟によりオンラインで販売されているという設定（現実には、売られてはいない）、購入者の1人に三善俊彦がいる。
博多通りもん
のだめの郷里福岡県名産の土産菓子。オクレール先生にもあげるなど度々登場する。
おなら体操
幼稚園の先生を目指していたのだめがお遊戯用に作った曲。ドラマ版劇中では、のだめが歌いながらピアノを弾き、江藤（のだめの大学時代の先生）が踊った。アニメ版にも登場した。
2007年2月21日発売の『「のだめオーケストラ」STORY!』のDisc2の1曲目にアニメ版のだめ役の川澄綾子によるものが収録されている。川澄は2007年2月の「のだめオーケストラコンサート」でも弾き語りを披露している。
2007年5月23日にはドラマ版のだめ役の上野樹里が歌うCDが発売され、未公開の歌詞も含まれた完全版となり、特典として振り付けDVDがついている。
また、漫画「のだめカンタービレ」第17巻に、一部の予約特典としておなら体操のCDが付属する予定だったが、無許可だったため中止になった。
裏軒
桃ヶ丘音楽大学の裏にある中華料理屋。峰龍太郎の父・龍見が経営。チャーハンが人気No.1メニューなど、一見すると中華料理屋だが、創作中華はおろかクラブハウスサンドを初めとした喫茶メニューからクリスマスケーキの予約等も提供しており、音大の生徒や教師達が集う人気店となっている。また、彼の息子に対する溺愛ぶりがもろに期間限定メニューに影響する。R☆Sオーケストラのプロデュース店であり、オーケストラ結成当時から商店街ごと巻き込んだ広報宣伝をする等支援に余念がない。

## 曲目一覧
作品中に登場した曲目の一覧（カッコ内は、曲の登場した巻数）

### 管弦楽曲

#### 桃ヶ丘音大
定期公演関連
- ベートーヴェン：交響曲第7番イ長調
  - Sオケで練習した際に演奏した楽曲。峰が初めてコンマスとして、千秋がシュトレーゼマンの代演の形で指揮を執った。しかし千秋は、ばらばらのSオケをまとめることができず、シュトレーゼマンにダメ出しをされた（単行本第2巻）。
  - R☆Sオケにおいて、千秋が最後に指揮した曲（単行本第9巻）。
  - ドラマ版での主題曲。

- ベートーヴェン：交響曲第3番変ホ長調『英雄』
  - Sオケのデビュー曲。スパルタ（専制君主とまで言われた）・千秋とSオケのメンバーが徐々に対立を深めていくが、最終的には、のだめのアドバイスにより、Sオケなりの「第3番」を完成させ大好評を得る（単行本第3巻）。

- ベートーヴェン：交響曲第9番ニ短調
  - 峰に誘われて千秋がAオケの練習を見に来たときの曲。第2楽章冒頭のティンパニで真澄が恥をさらしてしまうことになる。

学園祭
- G. ガーシュウィン：ラプソディ・イン・ブルー
  - 文化祭でSオケが演奏した曲。ピアニカパートを取り入れるなど大胆に編曲され、和服など奇抜な衣装で演奏した。

- ラフマニノフ：ピアノ協奏曲第2番ハ短調
  - 千秋がピアノ奏者としてシュトレーゼマンと共演した曲。

卒業演奏会
- ジョリヴェ：打楽器協奏曲
  - 卒業演奏会で真澄が演奏した曲。伴奏者が演奏会当日に急病で倒れ、代役で千秋が伴奏した（単行本第6巻）。

#### 大学外
ニナ・ルッツ音楽祭
- ドヴォルザーク：交響曲第5番ヘ長調
  - ニナ・ルッツ音楽祭のオーケストラで取り上げられたが、かなりマニアックな曲。

押売新聞社主催 音楽コンクール
- リヒャルト・シュトラウス：オーボエ協奏曲ニ長調
  - 黒木のコンクールでの演奏曲。

#### R☆Sオーケストラ
第1回公演
- シューマン：マンフレッド序曲
- モーツァルト：オーボエ協奏曲ハ長調
  - オーボエ奏者にとっては、コンクールで必ず課題となる曲。R☆Sオーケストラ第1回公演で、黒木がソリストとして演奏（単行本第7 - 8巻収録）。

- ブラームス：交響曲第1番ハ短調
  - R☆Sオケデビューコンサートにおけるメインプログラム。好評を博し再演が決まる。

再演
- サン＝サーンス：チェロ協奏曲第1番イ短調

R☆Sオーケストラ ニューイヤーコンサート（単行本第9巻収録）
- ドビュッシー：牧神の午後への前奏曲
- サラサーテ：カルメン幻想曲
  - R☆Sオーケストラ定期公演「進化・変幻」で、清良がソリストとして演奏したヴァイオリン協奏曲。

- リヒャルト・シュトラウス：交響詩『ティル・オイレンシュピーゲルの愉快ないたずら』
  - R☆Sオーケストラ第3回公演で演奏した曲。

- ベートーヴェン：交響曲第7番イ長調

#### プラティニ国際指揮者コンクール
予選（単行本第10巻）
- ベルリオーズ：序曲「ローマの謝肉祭」
- リヒャルト・シュトラウス：ティル・オイレンシュピーゲルの愉快ないたずら
  - 3次予選でのジャン・千秋の課題曲。ジャンは流麗で華麗、オケもノリノリな演奏を披露したが、千秋はそれを聴いて自分を見失うこととなり、オケと不協和音を奏でてしまった痛恨の1曲。

- ドヴォルザーク：交響曲第8番ト長調
  - 間違い探しの曲であり、オケがわざと間違いのある楽譜で演奏しているものを見抜くこととなった。

本選（単行本第11巻）
- チャイコフスキー：ヴァイオリン協奏曲ニ長調
  - 千秋が小さい頃、「いつかはこの曲を（ソリストとしてヴァイオリンで）オケとやってやる！」と憧れた曲。千秋のためにのだめが引き当てた。

- バルトーク：舞踏組曲

千秋のパリ・デビュー公演（単行本第12巻）
プラティニ国際指揮者コンクールでの優勝に伴い、ウィルトール交響楽団で演奏した。
- ラヴェル：マ・メール・ロワ
- 武満徹：遠い呼び声の彼方へ!
- シベリウス：交響曲第2番ニ長調

#### ルー・マルレ・オーケストラ
千秋の初演
- ラヴェル：ボレロ
- デュカス：魔法使いの弟子
- シューマン：交響曲第1番変ロ長調『春』
  - 千秋が任せられた時期のマルレは「オケの土台になる音がない」状況であったため、大失敗に終わる（単行本第14巻）。

2回公演
- ロッシーニ：歌劇『ウィリアム・テル』序曲
- ブラームス：ハイドンの主題による変奏曲
  - 千秋とシモンによるマルレ改革後に、初めて演奏された。

- ニールセン：交響曲第4番『不滅』（消し難きもの）
  - この曲によってマルレオケのコンサートは大成功だった（単行本第17巻収録）。

- チャイコフスキー：幻想序曲『ロメオとジュリエット』
- J.S.バッハ：ピアノ協奏曲第1番ニ短調（原曲：チェンバロ協奏曲第1番ニ短調 BWV1052）
- ベートーヴェン：交響曲第4番変ロ長調
  - この曲を振る前に父・雅之を見かけ、動揺したせいでどこを演奏しているか分からなくなってしまった。

#### 千秋 ブラジル客演編 （単行本第23巻）
- ダリウス・ミヨー:『スカラムーシュ』作品165c（サクソフォーンと管弦楽のための組曲）

### ピアノ曲

#### 桃ヶ丘音大（ピアノ曲）
- ベートーヴェン：ピアノ協奏曲第5番変ホ長調『皇帝』第1楽章
  - 江藤が千秋の担当の時に、千秋が最後に取り組んでいた曲。途中で演奏を止め、激怒した江藤にハリセンで叩かれ、そのまま担当を谷岡に移した。
- ベートーヴェン：ピアノソナタ第8番ハ短調『悲愴』第2楽章
  - 千秋が初めてのだめに出会った時にのだめが弾いていた曲。そのデタラメな演奏から千秋は「悲惨」と評している。
  - のだめによれば「実家が新築になって、引っ越しの為に何度も階段を昇り降りしてうんざりしているおじいちゃんとおばあちゃん」をイメージしながら演奏しているとのこと。
- モーツァルト：2台のピアノのためのソナタ ニ長調
  - 千秋とのだめの初の共演曲。千秋に音楽による感動を思い出させた曲（単行本第1巻）。また最後にのだめをスランプから救った曲でもある（単行本第23巻）。
- ショパン：幻想即興曲
  - シュトレーゼマンが初めて大学に現れた際、のだめが練習室で弾いていたのを盗み聞いて「ブラボー」と囁いた曲（アニメでは後述のエチュード）。
- バルトーク：アレグロ・バルバロ
  - ニナ・ルッツ音楽祭でのピアノ受講者の課題曲。予習していなかったのだめは滅茶苦茶に弾き、「やる気がない」と見なされニナ・ルッツに退室させられる。その後懸命に読譜し、音楽祭閉幕後に練習室に忍び込んで演奏した（単行本第4巻）。
- リスト：メフィスト・ワルツ第1番
  - 千秋が卒業演奏会で演奏した。

#### マラドーナ・ピアノ・コンクール
第1次予選（単行本第8巻）
- シューベルト：ピアノソナタ第16番イ短調

第2次予選（単行本第8巻）
- J.S.バッハ：平均律クラヴィーア曲集第2巻 第16番ト短調
- ショパン：練習曲 嬰ハ短調 作品10-4
  - かつてのだめが苛烈なレッスンを受けていた頃に弾いた曲で、彼女にとっては当時の出来事を蘇らせる曲となっている。そのためか、パリ編以降は1度もこの曲を弾いていない。

- リスト：「超絶技巧練習曲」より第5番変ロ長調『鬼火』
  - 見るからにイヤそうな顔をしながら演奏し、審査員を困惑させたが、オクレールは「彼女自身が鬼火のようだ」と評価していた。

第3次予選
- 海老原大作：ロンド・トッカータ
  - #のだめカンタービレ Selection CD Bookの項を参照。
  - パリ編でも、フランクが初見で演奏した。

- ドビュッシー：喜びの島
  - ドビュッシーではなく、千秋への恋心に揺れるのだめ自身を表現した曲になり、ここで初めてオクレールは彼女を「ベーベ」と評した。

以下の2曲は瀬川悠人の演奏曲（ドラマでは前者のみを本選で演奏した）
- ブラームス：パガニーニの主題による変奏曲
- ラヴェル：「夜のガスパール」より第3曲『スカルボ』

本選（単行本第8巻）
- モーツァルト：ピアノソナタ第8番イ短調
- シューマン：ピアノソナタ第2番ト短調
- ストラヴィンスキー：「ペトルーシュカ」からの3楽章
  - 全ピアノ曲中最難曲の1つ。のだめ、瀬川の演奏曲。過労により倒れたのだめは暗譜しきれず、暗譜中に電車（ドラマではバス）の中で聴いた「きょうの料理」の音色が混ざってしまい、第2楽章の冒頭まで違った旋律を演奏してしまった。

- ベートーヴェン：ピアノソナタ第23番ヘ短調『熱情』
  - 坪井隆二の演奏曲。千秋も過去に江藤に教わっていた曲。

#### パリ
- ラヴェル：「鏡」より第4曲『道化師の朝の歌』
  - のだめがパリに来て初めて弾いた曲（単行本第10巻）。
- ジョアキーノ・ロッシーニ：セビリアの理髪師
  - イタリア料理店「サンタルチア」の店主ロレンツォの十八番の曲。食事代の代わりにユンロンが初見演奏をした。

##### コンセルヴァトワール
- リスト：超絶技巧練習曲
  - のだめが孫Ruiの演奏で触発され、オクレールの最初のレッスンで弾いた曲。オクレールには「ぜんぜんダメー」と酷評されてしまう。
- J.S.バッハ：平均律クラヴィーア曲集第2巻 第14番 嬰ヘ短調
  - のだめが、オクレールのレッスンで最初に取り組んだバッハの平均律。後に第2巻の残りの曲をマジノから課題として出された。
- ショパン：夜想曲第8番変ニ長調 作品27-2

- - 以下の4曲はのだめの1年次の試験曲。
- ショパン：練習曲 イ短調 作品10-2
- リスト：「超絶技巧練習曲」より第12番変ロ短調『雪あらし』
- ドビュッシー：「12の練習曲」より第7曲『半音階のための』
- モーツァルト：ピアノソナタ第11番イ長調（トルコ行進曲付き）

#### サン・マロ編
のだめがサン・マロで行ったリサイタル曲（単行本第15巻）。
- モーツァルト：キラキラ星変奏曲 ハ長調 K.265
- モーツァルト：ピアノソナタ第18（17）番 ニ長調 K.576
- リスト：「2つの伝説」より第2曲『波の上を歩くパオラの聖フランチェスコ』
  - 普通はmfから始まる所を、主催者のブノワ氏がふて寝をしたのを見てfffで弾いた（千秋曰く「心臓に悪かった」）。
- ラヴェル：水の戯れ
  - モーツァルトしか聞かない筈のブノワに、「ラヴェルもいいな」と思わせた。
- シューベルト：ピアノソナタ第16番イ短調

#### サロン・コンサート編
- モーツァルト：ピアノソナタ第8番イ短調
  - ブノワ城でのパーティでターニャが演奏した曲。
- J.S.バッハ：イタリア協奏曲 ヘ長調 BWV971
- メンデルスゾーン：「無言歌集 第1巻」より「甘い思い出」
- ショパン：幻想ポロネーズ 変イ長調 作品61
  - サロン・コンサート前半最後の曲。のだめは練習中、オクレールに「なんか君みたい」「ころころ変わって曖昧。気分で変わる。」と言われた。
- リスト：「2つの伝説」より『小鳥に説教するアッシジの聖フランチェスコ』
  - サン・マロで演奏した「2つの伝説」のもう一つの曲。
- イザーク・アルベニス：「イベリア組曲」
- ルロイ・アンダーソン：「そりすべり」
  - アンコールが入り、のだめは即興でジャズ風に演奏した。

#### のだめデビュー ロンドン響編
- ショパン:ピアノ協奏曲第1番ホ短調
  - シュトレーゼマンと共演。大成功に終わる。

### 室内楽曲

#### 桃ヶ丘音大時代
- ベートーヴェン：ヴァイオリンソナタ第5番ヘ長調『春』
  - 峰の留年がかかっていた試験曲。この曲へののだめのイメージは「お花畑」だが、峰に言わせると「光る青春の喜びと稲妻」。千秋いわく「おまえたちのは『正月』（ドラマ版では『梅雨』）」。
- エルガー：ヴァイオリンソナタ ホ短調 作品82
  - 三善家に泊まった夜中に千秋とのだめが演奏した曲。千秋にとっては祖父三善誠一郎のために演奏した最後の曲。

#### パリ編
- モーツァルト：アイネ・クライネ・ナハトムジーク
  - ブノワ城でのパーティで千秋が演奏した曲。ドラマでは、千秋は執事に「あんたが演奏すりゃいいだろ」と言って何も弾かなかった。
- プーランク：ピアノとオーボエとファゴットのための三重奏曲
  - コンセルヴァトワールに通う黒木、のだめ、ポールの3人が室内楽の試験のために結成した「ヤキトリオ」のデビュー曲。
- モーツァルト：オーボエ四重奏曲ヘ長調
  - ブノワ城でのパーティで黒木が演奏した曲。

### 声楽曲
- モーツァルト：歌劇「コジ・ファン・トゥッテ」より『ドラベッラのアリア』
- ロッシーニ：歌劇『セビリアの理髪師』よりフィガロのアリア『私は街の何でも屋』
  - のだめが無銭飲食をしかけたときに、シェフの歌の伴奏をして帳消しにしてもらったときの曲。のだめは初見が苦手だったため、ユンロンが代わりに伴奏した。

### その他の曲目
おなら体操
のだめの作った体操。どうやら「ママといっしょ」という幼児番組への進出を狙っているらしい。
のだめ♥ラプソディ
千秋作曲によるオーケストラ曲。タイトルはのだめが勝手に命名。後にのだめ、龍太郎、真澄のアンサンブルでジャズにアレンジして演奏された。
もじゃもじゃ組曲
のだめの作った組曲。全12曲で、第1番から第11番までは谷岡肇と、第12番は江藤耕造と一緒に作った。ストーリー付きで紙芝居ものだめが自分で作っており、オクレール先生にも評価された。
ピアノ・ソナタ<清掃>
千秋がヤケになってのだめの部屋を掃除していた時に、のだめが即興で弾いた曲。以降アレンジされつつ時々登場する。のだめ曰く「先輩とのだめの恋のプレリュード」。
プリごろ太のテーマ（プリごろ太マーチ）
アニメ『プリごろ太』のテーマソング。作詞作曲はカースィ＝ケニーチェ。

## 備考

### 評価
ドラゴンクエストシリーズなどの作曲で知られるすぎやまこういちは、同ゲームのコンサートにおいてこの漫画を絶賛し、「多くの人にクラシックを楽しんでもらうためにコンサートを行ってきたが、強い味方を得ることができた」と話した。
作者の二ノ宮は本作品の連載にあたって、事前に綿密な取材を徹底して行っている。連載時も特に音楽に関する用語や演奏シーンの描写には細心の注意を払ったと言う。その研究ぶりはオーボエ奏者の茂木大輔など、プロの音楽家に作者は音大出身者だと勘違いさせるほどであった。
ヴァイオリニストの宮本笑里など、実際にプロとして活動している若手演奏家がドラマ出演したことでも話題となった。その影響でクラシックを専門に扱うCDショップの売り場や楽器店に同漫画の単行本が並べられ、読者層の幅が広がった。また、宮本は自身がパーソナリティを務めた番組「MITSUBISHI JISHO Classy Café」で、度々本作の特集を組んだ。このようにして、作中で使用された楽曲の売れ行きアップに貢献するなど、クラシック音楽の認識を広げた。また、同漫画が音楽をはじめるきっかけであると語る音楽家も後に現れ始め、第18回ショパン国際ピアノ・コンクールで歴代日本人最高位の2位入賞を果たした反田恭平は、自分が音楽をはじめたきっかけが「のだめ」であると公言している。
一方秋山和慶からは、音楽に触れるきっかけとしては良くても、音楽を専門に学ぶ学生の質の向上には繋がっていないとの指摘もある。
連載開始当初は読者アンケートの順位は最下位に近かった。峰やシュトレーゼマンが登場した頃から徐々にクチコミで読者が増えていき、第3巻が発売される頃には書店の漫画担当者間でも「面白い」と評価されるようになる。売り場に平積みされて手描きポップが添えられ、増刷されるようになった。また、2009年にはフランスで販売されることが決定。マンガ専門出版社・Pikaから本作を翻訳した単行本が出版された。しかし、同社社長アラン・カンは「販売部数は少なすぎて公表できない」と漏らしており、マンガに対する認識が土壌から違うフランスではあまり受け入れられなかったことを明かした。

### その他
2009年3月の連載再開を記念して、本作では初となる展覧会「のだめ カンタービレ♪ワールド」が2009年4月30日から5月6日に東京・丸ビルホールにて行われた。2012年12月15日から2013年5月31日まで作者の実家がある埼玉県秩父郡皆野町と秩父鉄道のコラボ企画、『のだめと巡るフォト&スタンプラリー』が開催された。2015年4月27日から、コカ・コーラがカラーイラストのキャラクターを描いたパッケージラベルを使用した紅茶花伝を期間限定で発売した。
一部の登場人物（特に外国人）の名前や音楽祭の名称は、サッカー選手の名前に由来（例としてマラドーナ、プラティニ、カントナ、ヴィエラ、マルレ、デシャン、ウィルトールなど）している。また、作中でのだめが度々口にしている「同情するなら金をくれ」という台詞は、1990年代にヒットしたテレビドラマ『家なき子』からのネタ（パロディ）である。

## 書誌情報

### 単行本
本編は第1巻から第23巻。第24巻および第25巻は番外編の「アンコール オペラ編」。
- 二ノ宮知子 『のだめカンタービレ』 講談社〈KC Kiss / プレミアムKC[注 4]〉、全25巻
  1. 2002年1月11日第1刷発行（1月8日発売[25]）、ISBN 4-06-325968-4
  2. 2002年4月12日第1刷発行（4月9日発売[26]）、ISBN 4-06-325982-X
  3. 2002年8月9日第1刷発行（8月7日発売[27]）、ISBN 4-06-325993-5
  4. 2002年12月13日第1刷発行（12月10日発売[28]）、ISBN 4-06-340411-0
  5. 2003年3月13日第1刷発行（3月11日発売[29]）、ISBN 4-06-340423-4
  6. 2003年7月11日第1刷発行（7月10日発売[30]）、ISBN 4-06-340438-2
  7. 2003年10月10日第1刷発行（10月9日発売[31]）、ISBN 4-06-340451-X
  8. 2004年3月12日第1刷発行（3月11日発売[32]）、ISBN 4-06-340476-5
  9. 2004年6月11日第1刷発行（6月10日発売[33]）、ISBN 4-06-340488-9
  10. 2004年9月13日第1刷発行（9月11日発売[34]）、ISBN 4-06-340505-2
  11. 2005年1月13日第1刷発行（1月12日発売[35]）、ISBN 4-06-340523-0
  12. 2005年5月13日第1刷発行（5月12日発売[36]）、ISBN 4-06-340544-3
  13. 2005年9月13日第1刷発行（9月11日発売[37]）、ISBN 4-06-340560-5
  14. 2006年1月13日第1刷発行（1月12日発売[38]）、ISBN 4-06-340575-3
    - 「限定版」2006年1月13日発売[39]、ISBN 4-06-362051-4

  15. 2006年6月13日第1刷発行（同日発売[40]）、ISBN 4-06-340594-X
  16. 2006年10月13日第1刷発行（同日発売[41]）、ISBN 4-06-340613-X
    - 「限定版」2006年10月13日発売[42]、ISBN 4-06-362051-4

  17. 2007年2月13日第1刷発行（同日発売[43]）、ISBN 978-4-06-340632-0
  18. 2007年6月13日第1刷発行（同日発売[44]）、ISBN 978-4-06-340648-1
    - 「限定版」2007年6月13日発売[45]、ISBN 978-4-06-362080-1

  19. 2007年11月13日第1刷発行（同日発売[46]）、ISBN 978-4-06-340673-3
  20. 2008年3月13日第1刷発行（同日発売[47]）、ISBN 978-4-06-340691-7
  21. 2008年8月11日第1刷発行（同日発売[48]）、ISBN 978-4-06-340712-9
  22. 2009年8月10日第1刷発行（同日発売[49]）、ISBN 978-4-06-340749-5
    - 「限定版」2009年8月10日発売[50]、ISBN 978-4-06-937858-4

  23. 2009年11月27日第1刷発行（同日発売[51]）、ISBN 978-4-06-340773-0
    - 「限定版」2009年11月27日発売[52]、ISBN 978-4-06-358312-0

  24. 2010年4月26日第1刷発行（同日発売[53]）、ISBN 978-4-06-340795-2
    - 「限定版」2010年4月26日発売[54]、ISBN 978-4-06-358318-2

  25. 2010年12月13日第1刷発行（同日発売[55]）、ISBN 978-4-06-340826-3

### 新装版
- 二ノ宮知子 『のだめカンタービレ 新装版』 講談社〈KC Kiss〉、全13巻
  1. 2021年9月13日発売[9][56]、ISBN 978-4-06-525746-3
  2. 2021年10月13日発売[57]、ISBN 978-4-06-525917-7
  3. 2021年11月12日発売[58]、ISBN 978-4-06-525916-0
  4. 2021年12月13日発売[59]、ISBN 978-4-06-526455-3
  5. 2022年1月13日発売[60]、ISBN 978-4-06-526536-9
  6. 2022年2月10日発売[61]、ISBN 978-4-06-526507-9
  7. 2022年3月11日発売[62]、ISBN 978-4-06-526928-2
  8. 2022年4月13日発売[63]、ISBN 978-4-06-527117-9
  9. 2022年5月13日発売[64]、ISBN 978-4-06-528041-6
  10. 2022年6月13日発売[65]、ISBN 978-4-06-528152-9
  11. 2022年7月13日発売[66]、ISBN 978-4-06-528529-9
  12. 2022年8月12日発売[67]、ISBN 978-4-06-528625-8
  13. 2022年9月13日発売[68]、ISBN 978-4-06-529287-7

### 未単行本化
以下は新装版第13巻にのみ収録されている。
- 「のだめカンタービレ：怪」（『kiss』2011年1号特別付録「のだめ☆小冊子」収録） - コミックス第24巻限定版付属のアニメDVDの原作
- 「のだめカンタービレ 番外小曲集 Caprice.2」（『kiss』2016年4月収録）

### 小説
- 二ノ宮知子（原作） / 衛藤凛（脚本） / 高里椎奈（著） 『小説 のだめカンタービレ』2006年12月22日発売[69]、ISBN 4-06-213768-2

### 関連書籍
- 『のだめカンタービレSelection CD Book』
  1. 2005年8月11日発売[70]、ISBN 4-06-364646-7
  2. 2006年8月30日発売、[71]、ISBN 4-06-364666-1
  3. 2008年8月10日発売、[72]、ISBN 978-4-06-364727-3
- 『のだめカンタービレ キャラクターBook』2005年10月28日発売[73]、ISBN 4-06-372079-9
- 『TV ANIMATION のだめカンタービレ OFFICIAL FANBOOK』2007年3月13日発売[74]、ISBN 978-4-06-372270-3
- 『TV ANIMATION のだめカンタービレ 巴里編 OFFICIAL FANBOOK』2008年12月12日発売[75]、ISBN 978-4-06-375624-1
- 『読んで楽しむ のだめカンタービレの音楽会』2009年11月27日発売[76]、ISBN 978-4-06-214887-0
- 『映画「のだめカンタービレ 最終楽章 前編」ガイドブック』2009年12月17日発売[77]、ISBN 978-4-06-379404-5
- 『映画「のだめカンタービレ 最終楽章 後編」ガイドブック』2010年4月15日発売[78]、ISBN 978-4-06-379446-5
- 『映画「のだめカンタービレ 最終楽章」ノベライズ』2010年4月25日発売[79]、ISBN 978-4-06-364825-6
- 『Nodame Illustrations のだめカンタービレ イラスト集』2011年4月13日発売[80]、ISBN 978-4-06-364859-1
- 『のだめカンタービレ クラシックノート』2012年12月13日発売[81]、ISBN 978-4-06-375890-0

## CD
のだめカンタービレ
2003年9月発売。作中で取り上げられた楽曲を収録したオムニバス盤。
1. ラフマニノフ：ピアノ協奏曲第2番 第1楽章 / アンドレイ・ガブリーロフ、リッカルド・ムーティ指揮、フィラデルフィア管弦楽団
2. リスト：メフィスト・ワルツ 第1番《村の居酒屋での踊り》 / レイフ・オヴェ・アンスネス
3. ブラームス：交響曲第1番 第1楽章よりハイライト / ジョン・バルビローリ指揮、ウィーン・フィルハーモニー管弦楽団
4. ブラームス：交響曲第1番 第4楽章よりハイライト / ジョン・バルビローリ指揮、ウィーン・フィルハーモニー管弦楽団
5. ガーシュウィン：ラプソディー・イン・ブルー / アンドレ・プレヴィン指揮、ロンドン交響楽団
6. ベートーヴェン：交響曲第3番 第1楽章 / ルドルフ・ケンペ指揮、ベルリン・フィルハーモニー管弦楽団
7. ベートーヴェン：ヴァイオリン・ソナタ第5番《春》 第1楽章 / ユーディ・メニューイン、ヘフツィバー・メニューイン
8. ショパン：幻想即興曲 / ジョン・オグドン

のだめカンタービレ Selection CD Book
2005年8月発売。作中で取り上げられた楽曲を収録したオムニバス盤の続編だが、コミック扱い。作中の架空の音楽評論家佐久間学による意味不明のポエム解説付き。ISBN 4-06-364646-7
1. ベートーヴェン：ピアノ・ソナタ第8番《悲愴》 第2楽章
2. ラフマニノフ：ピアノ協奏曲第2番 第1楽章（前半部分）
3. ガーシュウィン：ラプソディ・イン・ブルー（ハイライト）
4. リスト：メフィスト・ワルツ 第1番《村の居酒屋での踊り》（ハイライト）
5. モーツァルト：オーボエ協奏曲 第1楽章
6. ドビュッシー：喜びの島
7. ラヴェル：亡き王女のためのパヴァーヌ
8. R・シュトラウス：交響詩《ティル・オイレンシュピーゲルの愉快ないたずら》（ハイライト）
9. ベートーヴェン：交響曲第7番 第1楽章
10. 海老原大作：ロンド・トッカータ

ブラームス：交響曲第1番〜のだめカンタービレ
2005年9月発売の企画アルバム。千秋真一指揮、R☆Sオーケストラ演奏による、ブラームスの交響曲第1番およびドヴォルザークの交響曲第8番（間違い探しバージョンと正解バージョンを収録）第1楽章を収録。発売元キングレコード。2005年10月までに5万枚を売り上げた。
1. ブラームス 交響曲 第1番 ハ短調 作品68 第1楽章
2. ブラームス 交響曲 第1番 ハ短調 作品68 第2楽章
3. ブラームス 交響曲 第1番 ハ短調 作品68 第3楽章
4. ブラームス 交響曲 第1番 ハ短調 作品68 第4楽章
5. ドヴォルザーク 交響曲 第8番 ト長調 作品88 第1楽章（間違い探しスコア版）
6. ドヴォルザーク 交響曲 第8番 ト長調 作品88 第1楽章

のだめカンタービレ Selection CD Book vol.2
2006年8月発売。CD第1作で取り上げられなかった作品及び2005年から2006年にかけて連載中に登場した音楽を収録。また、前作に続き、大沢徹訓とオーボエ奏者茂木大輔が解説を行っている。ISBN 4-06-364666-1
1. ベルリオーズ：序曲 ローマの謝肉祭
2. ラヴェル：バレエ《マ・メール・ロワ》より第3曲 眠りの森のパヴァーヌ
3. ストラヴィンスキー：『「ペトルーシュカ」からの三つの楽章』より第1楽章：ロシアの踊り
4. ラヴェル：水の戯れ
5. プーランク：ピアノ、オーボエ、バソンのための三重奏曲より 第2楽章：アンダンテ
6. デュカス：交響詩《魔法使いの弟子》
7. モーツァルト：ピアノ・ソナタ第8番イ短調K.310（300d）より、第2楽章：アンダンテ・カンタービレ・コン・エスプレッシオーネ

初版は6曲目の「魔法使いの弟子」が最後まで録音されておらず、回収・交換となった。
「のだめオーケストラ」LIVE!
2006年11月15日発売。CD2枚組。
DISC1
1. ベートーヴェン： 交響曲第7番 第1楽章（のだめオーケストラ ヴァージョン）
2. ベートーヴェン： 交響曲第7番 第4楽章（のだめオーケストラ ヴァージョン）
3. ベートーヴェン： 交響曲第9番 第1楽章（ティンパニー GET OUT VERSION）
4. ガーシュウィン： ラプソディ・イン・ブルー（ピアニカ ヴァージョン）
5. ラフマニノフ： ピアノ協奏曲第2番 第1楽章
6. モーツァルト： オーボエ協奏曲 第1楽章
7. ブラームス： 交響曲第1番 第1楽章
8. ブラームス： 交響曲第1番 第4楽章
9. サラサーテ： カルメン幻想曲
10. ベートーヴェン： 交響曲第7番 第4楽章（東京都交響楽団/デプリースト）
11. ガーシュウィン： ラプソディ・イン・ブルー（エンディングヴァージョン）

DISC2
1. ベートーヴェン: ピアノ・ソナタ第8番ハ短調作品13<悲愴>より 第2楽章（のだめ ヴァージョン）
2. モーツァルト: 2台のピアノのためのソナタ ニ長調K.448より 第1楽章冒頭（2小節で間違えるヴァージョン）
3. モーツァルト: 2台のピアノのためのソナタ ニ長調K.448より 第1楽章
4. モーツァルト: 夜の女王のアリア（歌劇「魔笛」より）
5. ベートーヴェン: ヴァイオリン・ソナタ第5番 作品24「春」より 第1楽章から（峰ヴァージョン）
6. ベートーヴェン: ヴァイオリン・ソナタ第5番 作品24「春」より 第1楽章
7. ベートーヴェン: 交響曲第7番イ長調作品92より 第1楽章ピアノ版
8. バッハ: 無伴奏ヴァイオリンのためのパルティータ 第2番ニ短調 第3楽章サラバンド
9. ラフマニノフ: ピアノ協奏曲第2番ハ短調作品18より 第1楽章（2台のピアノ版）から
10. ショパン: エチュード 作品10-4
11. ドビュッシー: 喜びの島
12. ストラヴィンスキー: ペトルーシュカからの三楽章より 第1楽章「ロシアの踊り」から
13. シューベルト: ピアノソナタ第16番イ短調 D.845
14. モーツァルト: 2台のピアノのためのソナタ ニ長調K.448より 第1楽章から（のだめと千秋ヴァージョン）

「のだめオーケストラ」STORY!
2007年2月21日発売。CD2枚組。
DISC 1 Sオケ・AオケSTORY
1. オーケストラ チューニング〜Sオケ（コンサートマスター：峰龍太郎）
2. ベートーヴェン：交響曲第7番イ長調 作品92 第1楽章から（ドラマ主題曲ヴァージョン）
3. ベートーヴェン：ピアノ協奏曲第5番変ホ長調 作品73「皇帝」より 第1楽章冒頭（〜いらいらする千秋 アニメ）
4. ベートーヴェン： ピアノソナタ第8番ハ短調 作品13「悲愴」より第2楽章から（〜千秋とのだめ 出会い ドラマ・アニメ）
5. ベートーヴェン：交響曲第9番ニ短調 作品125「合唱」より第1楽章冒頭部（〜真澄ティンパニー・ゲットアウト ドラマ・アニメ）
6. モーツァルト：2台のピアノのためのソナタニ長調 K.448 第1楽章冒頭（〜のだめと千秋 2小節で間違える ドラマ・アニメ）
7. モーツァルト：2台のピアノのためのソナタニ長調 K.448 第1楽章から（〜のだめと千秋 ドラマ・アニメ）
8. ベートーヴェン：ヴァイオリンソナタ第5番 作品24「春」より第1楽章から（〜峰と千秋の試験演奏シーン ドラマ・アニメ）
9. ベートーヴェン：交響曲第7番イ長調 作品92より第1楽章から（〜Sオケ初練習 オーボエとクラリネットが入れ替わった ドラマ・アニメ）
10. ベートーヴェン：交響曲第3番変ホ長調 作品55「英雄」より〜第1楽章（S〜オケコンサートシーン アニメ）
11. ベートーヴェン：交響曲第3番変ホ長調 作品55「英雄」より〜第2楽章から（〜Sオケ練習ジミヘン弾きシーン アニメ）
12. ベートーヴェン：交響曲第3番変ホ長調 作品55「英雄」より第1楽章から（〜のだめピアノ演奏 アニメ）
13. ショパン：ノクターン第15番ヘ長調作品55-1から（〜理事長「東洋の宝石」ピアノ演奏 アニメ）
14. バルトーク：アレグロ・バルバロ BB63.Sz/49（〜のだめピアノ演奏 ニナ・ルッツ音楽祭 アニメ）
15. ドヴォルザーク：交響曲第5番ヘ長調 作品76より第1楽章（〜千秋指揮 ニナ・ルッツ音楽祭 アニメ）
16. ガーシュウィン（服部隆之編曲）：ラプソディ・イン・ブルー ドラマバージョン（〜ピアニカ学園祭シーン ドラマ・アニメ）
17. ラフマニノフ：ピアノ協奏曲第2番ハ短調作品18より第1楽章から ドラマヴァージョン（〜千秋&シュトレーゼマン指揮 Aオケ ドラマ・アニメ）
18. ラフマニノフ：ピアノ協奏曲第2番ハ短調作品18より第3楽章から（〜千秋&シュトレーゼマン指揮 Aオケ ドラマ・アニメ）
19. ラフマニノフ：ピアノ協奏曲第2番ハ短調作品18より第1楽章から（〜のだめ&千秋 ドラマ・アニメ）
20. カースィ＝ケニーチェ：プリごろ太のテーマ（プリごろ太マーチ）（〜ドラマ・アニメ）

DISC 2 R☆SオケSTORY
1. 作曲：野田恵 作詞：二ノ宮知子/野田恵/Poo太郎 おなら体操より（歌：川澄綾子 アニメ）
2. モーツァルト：歌劇《コシ・ファン・トゥッテ》より第1幕 第11曲「私の心を騒がす」ドラベッラのアリア<ピアノ伴奏版>（〜意地の悪い彩子 ドラマ・アニメ）
3. アンドレ・ジョリヴェ：打楽器と管弦楽のための協奏曲<ピアノ伴奏版>より第4楽章（〜真澄卒業演奏 アニメ）
4. リスト：メフィストワルツ第1番S.514「村の居酒屋での踊り」（〜千秋卒業演奏 アニメ）
5. サン＝サーンス：ヴァイオリンソナタ第1番Op.75より 第1楽章（〜千秋・祖父の前で弾く アニメ）
6. エルガー：ヴァイオリン・ソナタホ短調作品82より第1楽章（〜千秋&のだめ 千秋の実家 アニメ）
7. バッハ：無伴奏ヴァイオリンのためのパルティータ第2番ニ短調（〜清良に峰が弟子入り アニメ）
8. モーツァルト：オーボエ協奏曲ハ長調 K.314/285d 第1楽章→第3楽章からドラマヴァージョン（〜黒木演奏ピンク・ヴァージョン ドラマ・アニメ）
9. ブラームス：交響曲第1番ハ短調作品68より 第1楽章→第4楽章からドラマヴァージョン（R☆Sオーケストラ ドラマ・アニメ）マラドーナ国際・ピアノコンクールSTORY［1次予選］No.18 野田恵
10. シューベルト：ピアノソナタ第16番イ短調D.845より 第1楽章からドラマヴァージョン（〜のだめピアノ演奏 ドラマ・アニメ）［2次予選］No.18 野田恵
11. バッハ：平均律クラヴィーア曲集第2巻16番ト短調BWV885より フーガから（〜のだめピアノ練習 アニメ）
12. ショパン：12の練習曲Op.10より第4曲（〜のだめピアノ演奏 火の出るような演奏 ドラマ・アニメ）
13. リスト：超絶技巧練習曲より第5番変ロ長調「鬼火」から（〜のだめピアノ演奏 アニメ）［2次予選］No.21 瀬川悠人
14. ブラームス：パガニーニの主題による変奏曲イ短調 Op.35より主題&第5変奏 - 第8変奏（瀬川ピアノ演奏 アニメ）
15. ラヴェル：「夜のガスパール」より第3曲「スカルボ」から（〜瀬川ピアノ演奏 アニメ）［3次予選］No.18 野田恵
16. ドビュッシー：喜びの島より ドラマヴァージョン（〜のだめピアノ演奏 恋に我を忘れたドビュッシー ドラマ・アニメ）［本選］No.18 野田恵
17. モーツァルト ピアノ・ソナタ第8番イ短調 K.310（K.300d）より第1楽章→第3楽章から（〜のだめピアノ演奏 アニメ）
18. シューマン：ピアノソナタ第2番ト短調 作品22 第1楽章から（〜のだめピアノ演奏 ドラマ・アニメ）
19. シューマン：ピアノソナタ第2番ト短調 作品22 第4楽章から（〜のだめピアノ演奏 ドラマ・アニメ）
20. ストラヴィンスキー：「ペトルーシュカ」からの3楽章より第1楽章「ロシアの踊り」から（35小節まで）（ドラマ・アニメ）
21. 冨田勲（中原達彦編曲）：「今日の料理」（1）（ドラマ・アニメ）
22. ストラヴィンスキー：「ペトルーシュカ」からの3楽章より第1楽章「ロシアの踊り」から（44小節 - 58小節まで）（ドラマ・アニメ）
23. 冨田勲（中原達彦編曲）：「今日の料理」（2）（ドラマ・アニメ）
24. ストラヴィンスキー：「ペトルーシュカ」からの3楽章 第3楽章「謝肉祭の日」エンディング部分（〜のだめピアノ演奏 ドラマ・アニメ）
25. サラサーテ：カルメン幻想曲より作品25第4楽章（〜清良ソロヴァイオリン千秋指揮 R☆Sオーケストラ ドラマ・アニメ）
26. ベートーヴェン：交響曲第7番イ長調作品92より第1楽章→第4楽章エンディングドラマヴァージョン（〜千秋指揮 R☆Sオーケストラ サントリーホールクリスマスコンサート ドラマヴァージョン）
27. ガーシュウィン：ラプソディ・イン・ブルー（ドラマエンディング）

のだめカンタービレ スペシャル BEST!
2007年12月19日発売。「のだめオーケストラLIVE!」の続編となるアルバム。2枚組。
1. ベートーヴェン：交響曲第7番イ長調作品92より 第1楽章・第4楽章 ドラマエディット / （7分18秒）
2. ハイドン：交響曲第104番ニ長調「ロンドン」より第1楽章から / （3分41秒）
3. R.シュトラウス：「ティル・オイレンシュピーゲルの愉快ないたずら」作品28 / （15分41秒）
4. グリンカ：歌劇「ルスランとリュドミラ」序曲 より / （2分32秒）
5. チャイコフスキー：ヴァイオリン協奏曲ニ長調作品35より 第1楽章から / （10分43秒）
6. チャイコフスキー：ヴァイオリン協奏曲ニ長調作品35より 第3楽章から / （1分45秒）
7. ボロディン：歌劇「イーゴリ公」より「韃靼人の踊り」から / （3分5秒）
8. ブラームス：交響曲第1番ハ短調作品68より 第1楽章冒頭部 / （1分4秒）
9. ブラームス：交響曲第1番ハ短調作品68より 第4楽章 / （17分9秒）
10. ドヴォルザーク：交響曲第9番ホ短調作品95「新世界から」より 第4楽章から 間違い探し版 / （4分1秒）
11. ドヴォルザーク：交響曲第9番ホ短調作品95「新世界から」より 第4楽章から 間違い探しー正解版 / （3分54秒）
12. ラヴェル：組曲「鏡」より 第4曲「道化師の朝の歌」から / （1分46秒）
13. ショパン：「英雄」ポロネーズ第6番変イ長調作品53 / （6分41秒）
14. リスト：「超絶技巧練習曲」より 第4番ニ短調「マゼッパ」 / （7分21秒）
15. ラフマニノフ：ピアノ協奏曲第3番ニ短調作品30より 第1楽章 / （16分48秒）
16. ラフマニノフ：ピアノ協奏曲第3番ニ短調作品30より 第3楽章から / （1分30秒）
17. 大島ミチル：「もじゃもじゃ組曲」より 第1曲「もじゃもじゃの森」から ドラマスペシャルヴァージョン / （1分18秒）
18. シューベルト：ピアノソナタ第16番イ短調D.845より 第1楽章前半→後半から / （3分44秒）
19. モーツァルト：「きらきら星変奏曲」K265 / （7分0秒）
20. モーツァルト：ピアノソナタ第18番ニ長調K576より 第1楽章 / （5分14秒）

## ゲーム

### コンシューマーゲーム
のだめカンタービレ（ニンテンドーDS）
バンダイナムコゲームスより2007年4月19日に発売。
『学校の中を探検し、のだめのキャラと会ってコンサートをする』が主な進行。
ミニゲームはプリごろ太の横スクロールや裏軒の瞬間記憶ゲームなど。
のだめカンタービレ（PlayStation 2）
バンプレストより2007年7月19日に発売。
のだめカンタービレ ドリーム☆オーケストラ（Wii）
バンダイナムコゲームスより2007年12月27日に発売。
のだめカンタービレ 楽しい音楽の時間デス（ニンテンドーDS）
バンダイナムコゲームスより2010年2月18日に発売。

### モバイルゲーム
講談社ガールズ配信のflashゲーム
- ふたりの協奏曲 - 千秋とのコンチェルトに挑み、タイミングよくボタンを押す。
- バスルームdeロックオン! - FOMA905i&906i専用。のだめになって入浴中の千秋を覗いて、ゲージを充電する。

他にも、クイズなどが提供されていた。
フジテレビゲームセンターCX配信のflashゲーム
- シャープ＆フラット
- プリリン魔法DEシューティング!
- マングースのセリフキャッチ

のだめTouch（iPhone端末、iPod touch端末）
App Storeにて、2009年3月配信。音楽の流れとともに画面に表示される音符をタイミングよくタッチして遊ぶ音楽ゲーム。
のだめの汚部屋そうじ（Android端末）
ドコモマーケット、au one Marketにて、2011年10月20日配信。のだめの汚部屋を千秋監督のもと、そうじする。

## ドラマ・映画
2006年から2010年にかけてテレビドラマおよび映画として日本国内で実写展開された。2014年には韓国ドラマ化、2020年には中国ドラマ化されている。

## アニメーション
テレビアニメは第3期まで、フジテレビ『ノイタミナ』枠で放送された。オーケストラの部分などの集団が演奏するカットでは、3DCGにより制作された人物・楽器により、集団がリズムに合わせて動くように制作されている。テレビアニメ版は、原作に存在したシーンがカットされていたり、変更されている。カットされたシーンのひとつで、のだめ達がニナ・ルッツ音楽祭に向かう前に立ち寄った新潟での海水浴シーンは、放送後に発売されたDVDの映像特典にて収録されている。
また、原作コミックの第22巻と第24巻にはオリジナルアニメDVDが同梱された。

### テレビアニメ
のだめカンタービレ
第1期。
2007年1月11日から毎週木曜日、及び一部の系列局にて各ローカル編成で全23話が放送された（ただし本放送終了後にネットを開始した局もある）。レギュラーネット局などで本放送が開始された後にネット局が増えて行き、最終的には『ノイタミナ』放送枠作品としては史上最多の23局（FNS系列外含む）で放送された。また、2007年12月からCS放送のフジテレビ721で毎週水曜日21時から21時50分に2話連続で放送され、2008年4月9日からはフジテレビCSHDでも深夜1時から放送されている。本編を収録したDVDは4月13日に第1巻、追って1か月毎に11月まで全8巻がリリースされた。2014年3月21日からはdアニメストアでも配信されている。
のだめカンタービレ 巴里編
第2期。
2008年10月から12月まで放送された。なおLeçon 1（第1話）はフジテレビでは放送時間が5分遅れて24時50分からの開始だった。第9話は視聴率6.6%を記録。それまでの歴代ノイタミナ作品中最高視聴率となった。
のだめカンタービレ フィナーレ
第3期。
2010年1月から3月まで放送された。これに先立ってBSフジにて2009年12月31日の17時から『のだめカンタービレ』「年越し一挙放送スペシャル!」として1期・2期の全34話が17時間連続で放送された。シリーズとしては初めてBSフジでも地上波と同時期に放送されている。

#### スタッフ
|                               | 第1期                         | 第2期                               | 第3期                          |
| ----------------------------- | ----------------------------- | ----------------------------------- | ------------------------------ |
| 監督                          | カサヰケンイチ                | 今千秋                              | 今千秋                         |
| シリーズ構成                  | 金春智子                      | 榎戸洋司                            | 中島かずき                     |
| キャラクターデザイン          | 島村秀一                      | 島村秀一                            | 島村秀一                       |
| 色彩設計                      | 店橋真弓                      | 店橋真弓                            | 店橋真弓                       |
| 美術監督                      | 小林七郎                      | 小林七郎                            | 小林七郎                       |
| CGプロデューサー              | 神林憲和                      | 神林憲和                            | -                              |
| 3DCGディレクター              | -                             | -                                   | 今井真司                       |
| 撮影監督                      | 大河内喜夫                    | 大河内喜夫                          | 大河内喜夫                     |
| 編集                          | 西山茂                        | 西山茂                              | 西山茂                         |
| 音楽プロデューサー            | 佐野弘明                      | 佐野弘明                            | 佐野弘明                       |
| 音楽                          | 松谷卓、のだめオーケストラ    | 松谷卓、のだめオーケストラ          | 松谷卓、のだめオーケストラ     |
| 音楽                          | 東京都交響楽団                | -                                   | 東京都交響楽団                 |
| 音響監督                      | 明田川仁                      | 明田川仁                            | 明田川仁                       |
| プロデューサー                | 高瀬敦也、伊藤幸弘            | 山本幸治、大澤信博、情野誠人        | 山本幸治、大澤信博、情野誠人   |
| アニメーション プロデューサー | 松倉友二                      | 松倉友二                            | 松倉友二                       |
| アニメーション制作            | J.C.STAFF                     | J.C.STAFF                           | J.C.STAFF                      |
| 制作                          | のだめカンタービレ 製作委員会 | のだめカンタービレ 巴里編製作委員会 | のだめカンタービレ3 製作委員会 |
| 制作                          | [ 注 8 ]                      |                                     |                                |

#### 主題歌・挿入歌

##### 第1期
オープニングテーマ「Allegro Cantabile」
作詞・作曲・編曲 - 末光篤 / 唄 - SUEMITSU & THE SUEMITH
エンディングテーマ
「こんなに近くで...」（第1話 - 第12話）
作詞 - 六ツ見純代 / 作曲・編曲 - Ryosuke“Dr.R”Sakai / 唄 - Crystal Kay

「Sagittarius」（第13話 - 第22話）
作詞・作曲・編曲 - 末光篤 / 唄 - SUEMITSU & THE NODAME ORCHESTRA
第20話までは試作版、第21、22話ではCD音源を使用している。

挿入曲・挿入歌
「おなら体操」（第1話）
作詞 - 二ノ宮知子 / 野田恵 / Poo太郎、作曲 - 野田恵
「プリごろ太マーチ」（第1話・第7話・第13話）
作詞・作曲 - カースィ＝ケニーチェ（カサヰケンイチのペンネーム） / 編曲 - 大川伸茂 / 唄 - 大河内守（第13話のみ）
「のだめラプソディ」（第3話）
作曲 - 松谷卓
「恋のGカップ」（第13話）
作詞 - 柳麻美 / 唄 - 鈴木姉妹（柚木涼香＆小野涼子）
「レジェンド・オブ・Sオケ」（第13話）
作詞 - 二ノ宮知子 / 唄 - 峰龍太郎とSオケ男子たち
「もじゃもじゃの森（もじゃもじゃ組曲より）」（第15話）
作詞 - 二ノ宮知子 / 作曲 - 大島ミチル
「幸せ色の虹」（第17話）
作曲 - 大島ミチル

##### 第2期
オープニングテーマ「Sky High」
作詞 - 安岡優 / 作曲 - S.Rachmaninov、服部隆之 / 編曲 - 服部隆之 / 唄 - ゴスペラーズ
エンディングテーマ「東京 et 巴里」
作詞 - solita / 作曲・編曲 - 大川茂伸 / 演奏 - 宮本笑里×solita

##### 第3期
オープニングテーマ「まなざし☆デイドリーム」
作詞・作曲・編曲・唄 - さかいゆう
エンディングテーマ「風と丘のバラード」
作詞 - ジェーン・スー / 作曲 - 野村陽一郎 / 編曲 - 玉井健二、野村陽一郎 / 弦編曲 - 蔦谷好位置 / 唄 - Real Paradis with のだめオーケストラ

#### 各話リスト
| 話数      | サブタイトル                                                     | 脚本           | 絵コンテ       | 演出              | 作画監督            | 総作画監督      |
| --------- | ---------------------------------------------------------------- | -------------- | -------------- | ----------------- | ------------------- | --------------- |
| Lesson 1  | ‐                                                                | 金春智子       | カサヰケンイチ | 秋田谷典昭        | 都築裕佳子          | 都築裕佳子      |
| Lesson 2  | ‐                                                                | 金春智子       | 高田耕一       | 湖山禎崇          | 矢上孝一 野村芙沙子 | 都築裕佳子      |
| Lesson 3  | 打楽器の女王                                                     | 丸尾みほ       | 鵜飼ゆうき     | 上田繁            | 梶谷光春            | 兵渡勝          |
| Lesson 4  | 巨匠ミルヒ登場                                                   | 横谷昌宏       | 上原秀明       | 橋本敏一          | 加藤万由子          | 都築裕佳子      |
| Lesson 5  | 千秋Sオケ指揮                                                    | 金春智子       | 福田道生       | 鈴木洋平          | 岸友洋              | 都築裕佳子      |
| Lesson 6  | 脱退                                                             | 金春智子       | 三浦辰夫       | 高島大輔          | 兵渡勝              | 兵渡勝          |
| Lesson 7  | カズオな千秋                                                     | 横谷昌宏       | こでらかつゆき | 西村博昭          | 野崎麗子 菊池聡延   | 都築裕佳子      |
| Lesson 8  | ミルヒー送還                                                     | 丸尾みほ       | 湖山禎崇       | 湖山禎崇          | 野村芙沙子          | 都築裕佳子      |
| Lesson 9  | 音楽祭                                                           | 横谷昌宏       | 鵜飼ゆうき     | 秋田谷典昭        | 梶谷光春 小野和寛   | 兵渡勝          |
| Lesson 10 | 魅せるという事                                                   | 横谷昌宏       | 福田道生       | 橋本敏一          | 加藤万由子          | 都築裕佳子      |
| Lesson 11 | ピアノ                                                           | 金春智子       | 鈴木洋平       | 鈴木洋平          | 川田剛              | 都築裕佳子      |
| Lesson 12 | 進路                                                             | 金春智子       | 高田耕一       | 上田繁            | 岸友洋              | 兵渡勝          |
| Lesson 13 | 卒業                                                             | 横谷昌宏       | 上原秀明       | 上原秀明          | 梶谷光春            | 都築裕佳子      |
| Lesson 14 | 過去                                                             | 土屋理敬       | 錦織博         | 高島大輔          | 野村芙沙子          | 都築裕佳子      |
| Lesson 15 | 変化                                                             | 金春智子       | 高田耕一       | 橋本敏一          | 飯飼一幸            | 兵渡勝 梶谷光春 |
| Lesson 16 | 始動                                                             | 横谷昌宏       | 三浦辰夫       | 秋田谷典昭 上田繁 | 中山由美            | 都築裕佳子      |
| Lesson 17 | 無駄                                                             | 横谷昌宏       | 鈴木洋平       | 鈴木洋平          | 加藤万由子 小野和寛 | 都築裕佳子      |
| Lesson 18 | 覚醒                                                             | 土屋理敬       | 福田道生       | 高島大輔          | 梶谷光春 鷲田敏弥   | 兵渡勝          |
| Lesson 19 | 飛翔                                                             | 金春智子       | 高田耕一       | 上田繁            | 野村芙沙子 井本由紀 | 都築裕佳子      |
| Lesson 20 | 世界                                                             | 土屋理敬       | 錦織博         | 橋本敏一          | 加藤万由子 梶谷光春 | 都築裕佳子      |
| Lesson 21 | 異変                                                             | 横谷昌宏       | 高田耕一       | 桜美かつし        | 兵渡勝 鷲田敏弥     | 兵渡勝          |
| Lesson 22 | 最後                                                             | 金春智子       | 鈴木洋平       | 鈴木洋平          | 中山由美            | 都築裕佳子      |
| Lesson 23 | 未来                                                             | 金春智子       | カサヰケンイチ | 秋田谷典昭        | 島村秀一            | 島村秀一        |
| -         | 映画 プリごろ太 宇宙の友情大冒険（完全版） （DVD第3巻 映像特典） | カサヰケンイチ | カサヰケンイチ | 音地正行          | 音地正行            |                 |
| Lesson    | のだめと千秋の海物語 （DVD第7巻 映像特典）                       | 金春智子       | 高田耕一       | 高田耕一          | 都築裕佳子          | 都築裕佳子      |

| 話数     | サブタイトル          | 脚本     | 絵コンテ     | 演出         | 作画監督            | 総作画監督 |
| -------- | --------------------- | -------- | ------------ | ------------ | ------------------- | ---------- |
| Leçon 1  | -                     | 榎戸洋司 | 今千秋       | 今千秋       | 島村秀一            | 島村秀一   |
| Leçon 2  | 千秋 指揮コンクールへ | 榎戸洋司 | 高田耕一     | 今千秋       | 都築裕佳子          | 都築裕佳子 |
| Leçon 3  | シュトレーゼマン再会  | 榎戸洋司 | 高田耕一     | 太田知章     | 山田真也            | 都築裕佳子 |
| Leçon 4  | のだめ憔悴 千秋を拒絶 | 榎戸洋司 | 佐々木奈々子 | 佐々木奈々子 | 早川加寿子          | 都築裕佳子 |
| Leçon 5  | 千秋とのだめすれ違い  | 榎戸洋司 | 萩原弘光     | やしろ駿     | 加藤万由子 松浦麻衣 | 都築裕佳子 |
| Leçon 6  | 千秋常任指揮者に就任  | 榎戸洋司 | 篁蒼氓       | 高島大輔     | 粉川剛 鷲田敏弥     | 都築裕佳子 |
| Leçon 7  | 千秋とのだめ初共演!?  | 榎戸洋司 | 上田繁       | 上田繁       | 井嶋けい子          | 都築裕佳子 |
| Leçon 8  | 千秋とのだめの再出発  | 榎戸洋司 | 三浦辰夫     | 太田知章     | 山田真也 秋田英人   | 都築裕佳子 |
| Leçon 9  | のだめ初リサイタル!   | 榎戸洋司 | 佐々木奈々子 | 佐々木奈々子 | 中山由美 早川加寿子 | 都築裕佳子 |
| Leçon 10 | リサイタルキラキラ星  | 榎戸洋司 | 今千秋       | 今千秋       | 島村秀一            | 島村秀一   |
| Leçon 11 | 最終章・千秋の魔法    | 榎戸洋司 | 三浦辰夫     | 鈴木洋平     | 中山由美            | 都築裕佳子 |

| 話数                                       | 脚本     | 絵コンテ       | 演出       | 作画監督            | 総作画監督 |
| ------------------------------------------ | -------- | -------------- | ---------- | ------------------- | ---------- |
| Leçon 1                                    | 横谷昌宏 | 三浦辰夫       | 佐藤光     | 島村秀一            | 島村秀一   |
| Leçon 2                                    | 大野木寛 | 鈴木洋平       | 鈴木洋平   | 都築裕佳子          | 都築裕佳子 |
| Leçon 3                                    | 吉田玲子 | 今千秋         | 今千秋     | 井嶋けい子          | 都築裕佳子 |
| Leçon 4                                    | 丸尾みほ | 福田道生       | 金田貞徳   | 野村芙沙子          | 都築裕佳子 |
| Leçon 5                                    | 横谷昌宏 | 三宅和男       | 秋田谷典昭 | 梶谷光春            | 都築裕佳子 |
| Leçon 6                                    | 大野木寛 | 三浦辰夫       | 太田知章   | 山田真也            | 都築裕佳子 |
| Leçon 7                                    | 吉田玲子 | 鈴木洋平       | 鈴木洋平   | 山川宏治            | 都築裕佳子 |
| Leçon 8                                    | 丸尾みほ | わたなべひろし | 今千秋     | 野村芙沙子          | 島村秀一   |
| Leçon 9                                    | 吉田玲子 | 鈴木洋平       | 鈴木洋平   | 梶谷光春 井嶋けい子 | 都築裕佳子 |
| Leçon 10                                   | 横谷昌宏 | 福田道生       | 佐藤光     | 都築裕佳子          | -          |
| La Dernière Leçon                          | 横谷昌宏 | 今千秋         | 今千秋     | 島村秀一            | -          |
| Leçon 峰と清良の再会 （DVD第1巻 映像特典） | 横谷昌宏 | 島津裕行       | 佐藤光     | 都築裕佳子 野崎麗子 | 都築裕佳子 |

### 放送局
| 放送地域       | 放送局             | 放送期間                | 放送日時                          | 備考                                                       |
| -------------- | ------------------ | ----------------------- | --------------------------------- | ---------------------------------------------------------- |
| 関東広域圏     | フジテレビ         | 2007年1月11日 - 6月28日 | 木曜 24:45 - 25:15                | 『ノイタミナ』枠制作局 （アイキャッチあり）                |
| 近畿広域圏     | 関西テレビ         | 2007年1月16日 - 7月3日  | 火曜 26:00 - 26:30 →25:53 - 26:23 | 『ノイタミナ』枠 レギュラーネット局                        |
| 中京広域圏     | 東海テレビ         | 2007年1月18日 - 7月5日  | 木曜 26:05 - 26:35                | 『ノイタミナ』枠 レギュラーネット局                        |
| 福岡県         | テレビ西日本       | 2007年1月24日 - 7月11日 | 水曜 26:10 - 26:40                | 『ノイタミナ』枠 レギュラーネット局                        |
| 新潟県         | 新潟総合テレビ     | 2007年1月25日 - 7月12日 | 木曜 26:30 - 27:00                | 『ノイタミナ』枠 レギュラーネット局                        |
| 広島県         | テレビ新広島       | 2007年1月29日 - 7月25日 | 水曜 25:20 - 25:50                | 3月までは月曜 25:15 - 25:45 （特番等で休止数回あり）       |
| 高知県         | 高知さんさんテレビ | 2007年2月2日 - 7月20日  | 金曜 25:10 - 25:40                |                                                            |
| 石川県         | 石川テレビ         | 2007年2月6日 - 7月10日  | 火曜 15:26 - 15:56                | 全日帯での放送 ※15:30 - 15:57での放送あり                  |
| 北海道         | 北海道文化放送     | 2007年2月27日 - 7月31日 | 火曜 25:10 - 25:40                | 本作以降『ノイタミナ』枠 レギュラーネット局に加わる        |
| 岡山県・香川県 | 岡山放送           | 2007年3月1日 - 3月29日  | 木曜 25:40 - 26:40                | 毎週2話連続放送                                            |
| 岡山県・香川県 | 岡山放送           | 2007年4月7日 - 7月14日  | 土曜 深夜                         | F1予選中継ネットのため 放送時間が週ごとに変動              |
| 秋田県         | 秋田テレビ         | 2007年3月26日 - 9月10日 | 月曜 25:15 - 25:45                |                                                            |
| 佐賀県         | サガテレビ         | 2007年3月28日 - 7月11日 | 水曜 24:35 - 25:05                | 3月28日から前半3クールを 毎日2話連続の集中放送時期あり     |
| 愛媛県         | テレビ愛媛         | 2007年3月29日 - 8月23日 | 木曜 25:05 - 25:35                | 3月29日のみ2話放送                                         |
| 宮城県         | 仙台放送           | 2007年4月3日 - 9月4日   | 火曜 25:08 - 25:38                |                                                            |
| 福島県         | 福島テレビ         | 2007年4月5日 - 9月13日  | 木曜 24:35 - 25:05                |                                                            |
| 青森県         | 青森テレビ         | 2007年4月5日 - 9月6日   | 木曜 25:00 - 25:30                | TBS系列                                                    |
| 静岡県         | テレビ静岡         | 2007年4月6日 - 9月7日   | 金曜 17:24 - 17:54                | 全日帯での放送                                             |
| 岩手県         | 岩手めんこいテレビ | 2007年4月10日 - 9月18日 | 火曜 25:38 - 26:08                | アイキャッチ表示時期あり                                   |
| 鹿児島県       | 鹿児島テレビ       | 2007年4月12日 - 9月20日 | 木曜 26:10 - 26:40                | 8月よりひょうたん書店一社提供 ここより木曜深夜アニメ枠開始 |
| 鳥取県 島根県  | 山陰中央テレビ     | 2007年4月13日 - 9月14日 | 金曜 26:00 - 26:30                |                                                            |
| 福井県         | 福井テレビ         | 2007年4月17日 - 9月25日 | 火曜 24:40 - 25:10                |                                                            |

| 放送地域      | 放送局             | 放送期間                       | 放送日時           | 備考                                                            |
| ------------- | ------------------ | ------------------------------ | ------------------ | --------------------------------------------------------------- |
| 関東広域圏    | フジテレビ         | 2008年10月9日 - 12月18日       | 木曜 24:45 - 25:15 | 『ノイタミナ』枠制作局                                          |
| 中京広域圏    | 東海テレビ         | 2008年10月16日 - 2009年1月8日  | 木曜 26:05 - 26:35 | 『ノイタミナ』枠レギュラーネット局                              |
| 秋田県        | 秋田テレビ         | 2008年10月18日 - 12月27日      | 土曜 25:35 - 26:05 |                                                                 |
| 近畿広域圏    | 関西テレビ         | 2008年10月21日 - 12月23日      | 火曜 25:29 - 25:59 | 『ノイタミナ』枠レギュラーネット局 12月23日に2話連続放送        |
| 福岡県        | テレビ西日本       | 2008年10月22日 - 2009年1月7日  | 水曜 26:15 - 26:45 | 『ノイタミナ』枠レギュラーネット局                              |
| 新潟県        | 新潟総合テレビ     | 2008年10月23日 - 2009年1月8日  | 木曜 26:00 - 26:30 | 『ノイタミナ』枠レギュラーネット局                              |
| 山形県        | さくらんぼテレビ   | 2008年10月29日 - 2009年1月28日 | 水曜 25:35 - 26:05 | 本作より『ノイタミナ』枠レギュラーネット局に加わる 前作は未放送 |
| 北海道        | 北海道文化放送     | 2008年11月2日 - 2009年1月25日  | 日曜 25:35 - 26:05 | 『ノイタミナ』枠レギュラーネット局                              |
| 高知県        | 高知さんさんテレビ | 2008年11月5日 - 2009年1月28日  | 水曜 15:30 - 16:00 | 全日帯での放送                                                  |
| 熊本県        | テレビ熊本         | 2008年11月18日 - 2009年2月10日 | 火曜 26:05 - 26:35 | 『ノイタミナ』枠レギュラーネット局                              |
| 鳥取県 島根県 | 山陰中央テレビ     | 2008年11月23日 - 2009年2月15日 | 日曜 25:20 - 25:50 |                                                                 |
| 長崎県        | テレビ長崎         | 2008年12月5日 - 2009年2月27日  | 金曜 25:45 - 26:15 | 『ヨル★バラ』枠内                                               |

| 放送地域   | 放送局           | 放送期間                | 放送日時           | 備考           |
| ---------- | ---------------- | ----------------------- | ------------------ | -------------- |
| 関東広域圏 | フジテレビ       | 2010年1月14日 - 3月25日 | 木曜 24:45 - 25:15 | 制作局         |
| 近畿広域圏 | 関西テレビ       | 2010年1月19日 - 3月30日 | 火曜 25:35 - 26:05 |                |
| 中京広域圏 | 東海テレビ       | 2010年1月21日 - 4月1日  | 木曜 26:05 - 26:35 |                |
| 佐賀県     | サガテレビ       | 2010年1月27日 - 4月21日 | 水曜 24:35 - 25:05 |                |
| 山形県     | さくらんぼテレビ | 2010年1月30日 - 4月10日 | 土曜 25:05 - 25:35 |                |
| 熊本県     | テレビ熊本       | 2010年2月2日 - 4月13日  | 火曜 26:05 - 26:35 | [ 注 14 ]      |
| 日本全域   | BSフジ           | 2010年2月15日 - 4月26日 | 月曜 24:30 - 24:55 | BSデジタル放送 |
| 長崎県     | テレビ長崎       | 2010年2月19日 - 5月14日 | 金曜 26:20 - 26:50 |                |

| フジテレビ ノイタミナ             | フジテレビ ノイタミナ         | フジテレビ ノイタミナ                                                |
| 前番組                            | 番組名                        | 次番組                                                               |
| --------------------------------- | ----------------------------- | -------------------------------------------------------------------- |
| 働きマン                          | のだめカンタービレ            | モノノ怪                                                             |
| 西洋骨董洋菓子店 〜アンティーク〜 | のだめカンタービレ 巴里編     | 源氏物語千年紀 Genji                                                 |
| 空中ブランコ                      | のだめカンタービレ フィナーレ | 四畳半神話大系 （第1部） さらい屋 五葉 （第2部） （週2本体制に移行） |

### オリジナルアニメ
2009年8月10日に発売された原作第22巻初回限定版に付属のOAD（〜オリジナルアニメーション）。テレビアニメ第3期放送を前にテレビでは放送できなかった松田幸久が主役のエピソードを収録。
2010年4月26日に発売された原作第24巻初回限定版には『のだめカンタービレ特別番外編』が収録。卒業を迎えたパリでの千秋があることで嫉妬するエピソードを収録。
スタッフ
- 監督 - 今千秋
- 脚本 - 横谷昌宏
- キャラクターデザイン - 島村秀一
- 音響監督 - 明田川仁
- 音楽 - 松谷卓、のだめオーケストラ
- アニメーション制作 - J.C.STAFF
- 製作 - 講談社

主題歌
第22巻・OVA
- エンディングテーマ「東京 et 巴里」

第24巻・特別番外編
- オープニングテーマ「まなざし☆デイドリーム」
- エンディングテーマ「風と丘のバラード」

| 話数  | サブタイトル                  | 脚本     | 絵コンテ | 演出     | 作画監督 |
| ----- | ----------------------------- | -------- | -------- | -------- | -------- |
| 第1話 | Mフィルいただいちゃいました。 | 横谷昌宏 | 渦薪かい | 鈴木洋平 | 島村秀一 |
| 第2話 | -                             | 横谷昌宏 | 今千秋   | 今千秋   | 島村秀一 |

### 備考（アニメ）
- アニメ雑誌『アニメディア』（学研）の「アニメ化して欲しい原作作品ランキング」に2度（2006年9月号・9位、同年11月号・6位）ランクインしたことがある。
- 2006年12月まで同じフジテレビ系で放送されていた実写ドラマ版の第4話で劇中劇として登場した「プリごろ太」のアニメも、当アニメ制作委員会が映像提供しており、カサヰケンイチ監督、J.C.STAFF制作で行われている。
- 1期スタッフの多くは、そのままUHFアニメ・『キミキス pure rouge』にスライドした。

### 連動企画
のだめオーケストラジオ
アニメイトTVにて配信されていたラジオ番組。パーソナリティは関智一・川田紳司。

## Webアニメ
『チャンネル5.5』は、DLE製作によるカロリーメイトをスポンサーに名作漫画を原作無視でアニメ化する「名作マンガ コラボプロジェクト!」第3弾として配信のFLASHアニメ。全4話。
キャスト
- 千秋 - 梶裕貴
- のだめ - 金田朋子
- 教授A&B（#2）、シュトレーゼマン（#3）、峰（#3）、真澄（#3）、その他 - FROGMAN

各話リスト
| 話数  | サブタイトル                 | 配信日         |
| ----- | ---------------------------- | -------------- |
| 第1話 | のだめガンたーれ             | 2014年 7月31日 |
| 第2話 | のだめコングラチュレーション | 9月12日        |
| 第3話 | 百姓一揆カンタービレ         | 9月29日        |
| 第4話 | 土木カンタービレ             | 10月10日       |

## ミュージカル
2023年10月3日から29日にシアタークリエにて、同年11月3日・4日にサントミューゼ 上田市交流文化芸術センターにて上演された。また、10月29日の公演は動画配信された。

### キャスト（ミュージカル）
- 野田恵 - 上野樹里
- 千秋真一 - 三浦宏規
- フランツ・フォン・シュトレーゼマン - 竹中直人
- 峰龍太郎 - 有澤樟太郎
- 三木清良 - 仙名彩世
- 奥山真澄 - 内藤大希
- 江藤耕造 - なだぎ武
- 石井千賀
- 尾崎豪
- 小原悠輝
- 堤梨菜
- 露詰茉悠
- 友部柚里
- 焙煎功一
- 松村桜李

### スタッフ（ミュージカル）
- 脚本 - 上田一豪、笠浦静花
- 演出 - 上田一豪
- 音楽 - 和田唱（TRICERATOPS）
- クラシック音楽監修 - 茂木大輔
- オーケストレーション(編曲)・音楽監督  - 深澤恵梨香